# Ексекий
Ексекий (на гръцки: Εξηκίας) е вазописец, работил в Атина около 550-520 г. пр.н.е.
Той е най-големият майстор на чернофигурния стил. Вазите му се отличават с изразителна форма и уникално съчетаване между декоративната украса и формата на съда.
Между запазените произведения, подписани от автора най-известни са „Херакъл, който се бори с лъва“, „Херакъл в борба с Герион“, "Сражение с амазонките, „Дионис със свитата си“, „Ахил и Аякс играят на зарове“, „Аякс с тялото на Ахил“, киликсът с „Дионис в кораба“.